# Tempi moderni
Tempi moderni (Modern Times) è un film statunitense del 1936 scritto, diretto e interpretato da Charlie Chaplin.

## Trama

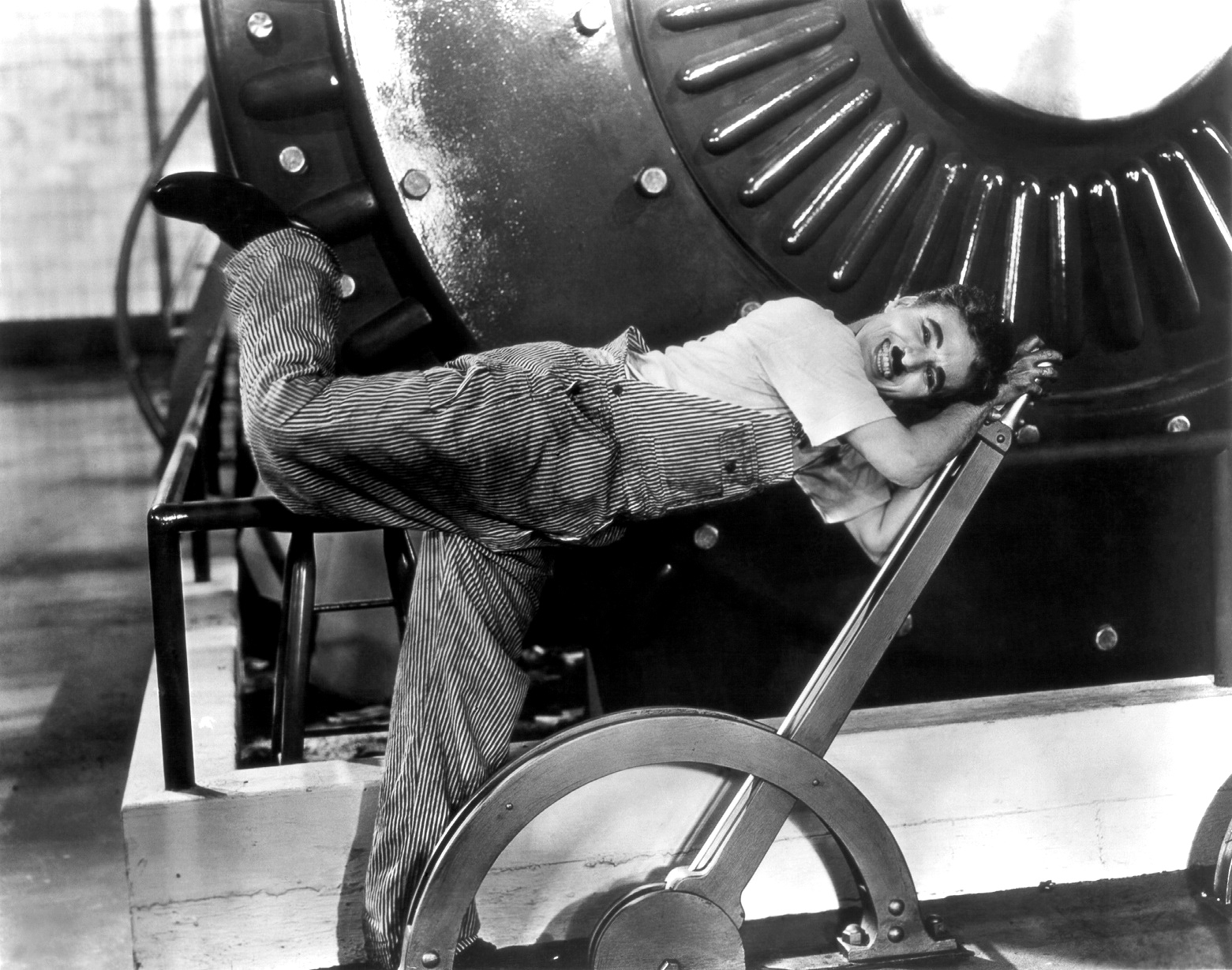
Charlie Chaplin in una scena

Charlot è un operaio di una fabbrica; la sua mansione è quella di stringere i bulloni di una catena di montaggio. I gesti ripetitivi, i ritmi disumani e spersonalizzanti della catena di montaggio minano la ragione del povero Charlot; la pausa pranzo potrebbe concedere un momento di riposo per tutti i lavoratori della fabbrica, se non che Charlot viene prescelto per sperimentare la macchina automatica da alimentazione, che dovrebbe consentire di mangiare senza interrompere il lavoro (aspetto che in una visione in chiave efficientista del lavoro produrrebbe un vantaggio competitivo). L'esperimento però gli causa parecchi danni dato che il marchingegno non funziona come si aspettavano.
Le infinite ore di lavoro lo portano ad essere ossessionato al punto da immaginare che i bottoni della gonna indossata dalla segretaria siano bulloni da stringere. Egli perde così ogni controllo sulla propria mente. Con gesto liberatorio mette mano su leve e pulsanti all'interno della sala di comando del suo reparto, provocando il fermo dell'intera catena produttiva e, dopo aver spruzzato in faccia a tutti l'olio lubrificante per gli ingranaggi, Charlot sarà affidato forzatamente ad una clinica affinché venga riabilitato dall'esaurimento nervoso.
Dimesso dall'ospedale raccoglie una bandiera di segnalazione, presumibilmente rossa, caduta da un mezzo in transito e la agita per richiamare l'attenzione dell'autista, senza accorgersi che dietro le sue spalle si sta aggregando un corteo di disoccupati che marciano agitando anch'essi delle bandiere. La carica della polizia disperde i manifestanti e provoca l'arresto dell'ignaro Charlot ritenuto, a torto, a capo dei dimostranti. Egli viene allora rinchiuso nel penitenziario dove, grazie all'effetto di una sostanza stupefacente accidentalmente ingerita, da solo e senza accorgersene sventa il tentativo di rivolta di alcuni galeotti, guadagnandosi la grazia, la remissione del reato e la libertà con tanto di lettera di presentazione.
La recessione che attanaglia il paese, la chiusura delle fabbriche e la conseguente perdita del lavoro generano uno stato diffuso di povertà e scontento e stimolano il ricorso ad espedienti non sempre legali pur di sfamare la famiglia. Le merci delle imbarcazioni attraccate al porto sono un richiamo irresistibile per una giovane monella, che vuole contribuire a sfamare i ragazzini del quartiere e le sue sorelle più piccole, alle quali il padre disoccupato non può provvedere e che sono orfane di madre. Quando lo sfortunato genitore perderà la vita colpito da un proiettile esploso durante una manifestazione di protesta dei disoccupati, la sua famiglia verrà disgregata con l'affidamento delle sorelle minori ad un istituto.
Nel frattempo la lettera di presentazione frutta a Charlot l'ingaggio presso un cantiere navale, dove è in fase avanzata la costruzione di una maestosa imbarcazione che non sarà mai ultimata, dato che Charlot la varerà prima del tempo, sotto lo sguardo attonito dei colleghi, rimuovendo inavvertitamente il cuneo di ancoraggio che la trattiene sulla terra ferma. Il dignitoso auto licenziamento e il girovagare per la città lo portano ad imbattersi nella monella, minacciata d'arresto in quanto responsabile del furto di un filone di pane dal furgone che sta rifornendo una panetteria. Charlot tenterà di addossarsene la colpa con lo scopo di farsi arrestare e di risolvere così il problema del vitto. Riuscirà nel suo intento mangiando gratis una quantità sconsiderata di cibo ad un self-service, prendendo dei sigari e regalando dolci a dei ragazzini senza pagare nulla. Sul camioncino che lo trasporta verso la stazione di polizia sale anche la monella, riconosciuta quale vera autrice del furto, e i due fanno conoscenza. Approfittando del ribaltamento del mezzo, coinvolto in un incidente, Charlot (adesso motivato alla libertà) e la monella si danno alla fuga.
L'infortunio alla guardia notturna di un grande magazzino offre a Charlot la possibilità di rifarsi. Mostrata la sua lettera di presentazione, ottiene l'impiego in sostituzione dell'infortunato. Dopo aver preso servizio alla chiusura al pubblico, Charlot fa entrare la monella per andare alla scoperta del magazzino. Prima tappa reparto pasticceria per placare la fame; seconda tappa reparto giochi per dare libero sfogo alla voglia di divertimento repressa dalla miseria; infine reparto arredamento dove lei può concedersi il sonno in un fantastico e morbido letto, che probabilmente nessuno dei due ha mai provato in vita sua. Tre malintenzionati armati si sono intanto introdotti nel negozio e hanno immobilizzato Charlot. Uno di loro si rivela essere un suo ex compagno di fabbrica che, come gli altri due, è costretto al furto dalla povertà. I tre festeggiano allora con una bevuta nel reparto alimentare: l'indomani mattina alcune clienti rinverranno Charlot addormentato sotto il banco dei vestiti. Cacciato dal negozio, il pover'uomo dovrà scontare dieci giorni in galera.
Al suo rilascio la monella lo aspetta e lo invita nell'abitazione che nel frattempo ha rimediato.  Si tratta di una catapecchia fatiscente ma, se non altro, è un riparo per la notte e un luogo dove consumare i pasti. L'indomani Charlot, che ha dormito nel canile annesso, scorre il giornale e la lettura della notizia della riapertura delle fabbriche in prima pagina riaccende i loro sogni di normalità. Egli si precipita ai cancelli della fabbrica, riuscendo a farsi assumere come aiutante manutentore. Questa volta tra gli ingranaggi finisce il suo capo, a causa sua naturalmente. Inghiottito completamente e con la sola testa sporgente, toccherà a Charlot alimentarlo durante la pausa pranzo. Un nuovo sciopero interrompe l'attività lavorativa e durante i successivi tumulti Charlot sarà nuovamente fermato e condotto in galera. Anche questa volta la monella lo accoglie al suo rilascio, raggiante di felicità perché ha trovato un impiego come ballerina presso un ristorante, in cui le riesce di far assumere come cameriere lo stesso Charlot.
L'impiego prevede inoltre un'esibizione come cantante e Charlot deve ricorrere all'espediente di scriversi il testo della canzone sui polsini, perché non riesce a ricordarlo. L'operazione è però inutile, poiché al primo gesto del numero, nell'allargare velocemente le braccia, i polsini gli si sfilano ed egli è costretto ad improvvisare le parole sul famoso pezzo della Titina, primo e unico episodio di interpretazione sonora del vagabondo. Sarà grazie a questa abilità e al discreto successo ottenuto, più che alle doti di cameriere (travolto dal pubblico danzante peregrinerà per il locale nel tentativo di servire l'anatra che un cliente attende impaziente al tavolo e che non avrà il piacere di gustare), che riesce ad ottenere l'assunzione definitiva.
Tutto sembra procedere per il meglio, ma due funzionari dell'ufficio assistenza ai minori orfani bloccano la monella nel corso della sua esibizione con l'evidente intenzione di rinchiuderla in istituto. Ancora una volta, grazie all'aiuto di Charlot, ella riesce a sottrarsi alle autorità e a fuggire. Sconsolata, si abbandona al pianto sul margine di una strada deserta. Le parole di Charlot, che le dice di sorridere, le infondono la fiducia e il coraggio per rialzarsi e incamminarsi insieme a lui, mano nella mano, lungo la strada che si apre tra gli sconfinati spazi, a dispetto degli ambienti a loro ostili.

## Produzione

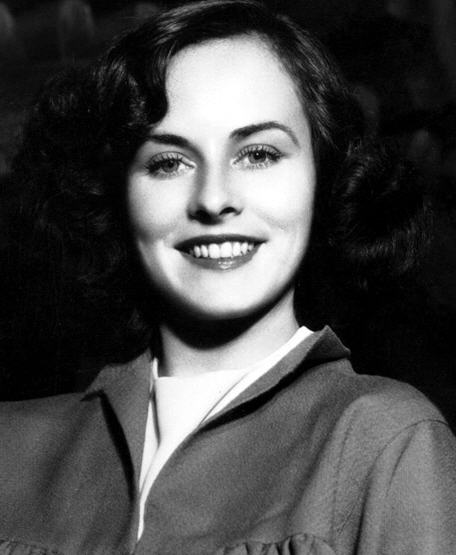
Paulette Goddard, coprotagonista di Tempi moderni

Durante una tournée europea in promozione del film Luci della città, Chaplin ebbe l'ispirazione per Tempi moderni traendo spunto sia dalle misere condizioni nelle quali era sprofondata l'Europa durante il periodo della Grande depressione, sia da una conversazione avuta con il Mahatma Gandhi, il quale biasimò la tendenza "all'industrializzazione sconsiderata con in mente solo il profitto".
Chaplin iniziò la stesura della sceneggiatura del film nel 1934 con in mente di farne la sua prima pellicola "sonora", procedendo, quindi, a scrivere dialoghi e scene sonore. Tuttavia, egli abbandonò presto l'idea originaria convertendo il tutto in forma di film muto con effetti sonori sincronizzati, in quanto temeva che veder parlare il suo vagabondo avrebbe fatto perdere tutta la poesia del personaggio. Lo scetticismo di Chaplin riguardo al sonoro nei film veniva smentito in questi anni, tuttavia Tempi moderni rimase un film muto, pur contenendo alcune scene sonore. Queste erano filtrate da apparecchi, radio, riproduttori, ma mai un dialogo vero e proprio; celebre l'interpretazione di Je cherche après Titine (conosciuta anche come Io cerco la Titina o Nonsense Song), da parte di Chaplin con testo improvvisato in una lingua inventata (grammelot), misto di parole in francese, spagnolo e italiano spesso storpiate e messe assieme senza un vero costrutto.
Il riferimento alla droga nella scena della prigione è qualcosa di audace per l'epoca (in quanto il famigerato Codice Hays, entrato in vigore nel 1930, proibì ogni riferimento o rappresentazione di droghe illegali nei film); in passato, Chaplin aveva già fatto riferimento a sostanze illecite in uno dei suoi più celebri cortometraggi, Charlot poliziotto, uscito nel 1917.

## Colonna sonora
Secondo i documenti ufficiali, la partitura della colonna sonora per il film fu composta da Chaplin stesso, e arrangiata con l'assistenza di Alfred Newman, che aveva già collaborato con Chaplin alla colonna sonora di Luci della città. I rapporti tra Newman e Chaplin si deteriorarono verso la fine della lavorazione di Tempi moderni, causando la fuoriuscita di Newman dal progetto. Al celebre tema romantico presente nel film, venne in seguito aggiunto un testo e divenne la canzone Smile, standard pop inciso per primo da Nat King Cole.
Secondo il compositore David Raksin, Chaplin scrisse il celebre motivo di Smile molto tempo prima, quando era ancora un giovane in cerca di fortuna che voleva farsi un nome. Il leit motiv è comunque per gran parte riconducibile alla Tosca di Puccini.

## Distribuzione
Fu proiettato la prima volta il 5 febbraio 1936. Per l'Italia, la realizzazione dei manifesti del film fu affidata al pittore cartellonista Anselmo Ballester di Roma.

## Riconoscimenti
- Nel 1936 è stato indicato tra i migliori dieci film dell'anno dal National Board of Review of Motion Pictures.
- Nel 1989 è stato scelto per la conservazione nel National Film Registry della Biblioteca del Congresso degli Stati Uniti.[2]
- È stato inserito dall'American Film Institute nell'AFI's 100 Years... 100 Movies (risultando 81° nel 1998[3] e 78° nel 2007[4]) e nell'AFI's 100 Years... 100 Laughs del 2000 (33º posto).